# Schlammersdorf
Schlammersdorf – miejscowość i gmina w Niemczech, w kraju związkowym Bawaria, w rejencji Górny Palatynat, w regionie Oberpfalz-Nord, w powiecie Neustadt an der Waldnaab, wchodzi w skład wspólnoty administracyjnej Kirchenthumbach. Leży około 32 km na północny zachód od Neustadt an der Waldnaab.

## Dzielnice
W skład gminy wchodzą dwie dzielnice: Moos, Schlammersdorf.

## Demografia
| Rok  | Liczba mieszk. |
| ---- | -------------- |
| 1970 | 781            |
| 1987 | 775            |
| 2000 | 858            |

## Oświata
(na 1999)

W gminie znajduje się 50 miejsc przedszkolnych (66 dzieci) oraz szkoła podstawowa (7 nauczycieli, 154 uczniów).